# Zeitschrift für Ostdeutsche Familiengeschichte
Die Zeitschrift für Ostdeutsche Familiengeschichte (ZOFG) ist eine vierteljährlich erscheinende wissenschaftliche genealogische Fachzeitschrift, die sich mit familienkundlichen und regionalhistorischen Themen in den ehemaligen Siedlungsgebieten Deutscher im östlichen und südöstlichen Europa beschäftigt. Geographisch behandelt sie daher nicht nur häufiger vertretene Gebiete wie Schlesien, Ost-/Westpreußen und Pommern, sondern auch weniger bekannte Regionen wie Wolhynien oder Mittelpolen. Inhaltlich finden sich in ihr hauptsächlich Darstellungen, aber auch kleinere Quellenveröffentlichungen und Buchbesprechungen der einschlägigen neueren Fachliteratur.
Gegründet wurde die Zeitschrift 1953 als Ostdeutsche Familienkunde. Erster Schriftleiter war Gottfried Roesler. Nach dessen überraschendem Tod 1960 übernahm Gerhard Geßner kommissarisch die Schriftleiterstelle, bis sie schließlich 1962 dauerhaft mit Roland Seeberg-Elverfeldt (bis 1990) besetzt wurde. Unter dem Namen Ostdeutsche Familienkunde erschien die Zeitschrift bis 2009 im Verlag Degener & Co, anschließend wurde sie vom herausgebenden Verlag der Arbeitsgemeinschaft ostdeutscher Familienforscher übernommen und umbenannt. Mitglieder des Vereins erhalten die Zeitschrift für Ostdeutsche Familiengeschichte im Rahmen ihrer Mitgliedschaft.
Schriftleiter (seit 1990) ist Ulrich Schmilewski.

## Register
Die Zeitschrift wird in Bänden zu drei Jahrgängen zusammengefasst, die mit einem gedruckten Register der Familiennamen und Orte erschlossen wurden. Bisher sind 18 Bände erschienen. Für die Jahrgänge 1 bis 8 wurden im Indexwerk Der Schlüssel 1965 bereits die Inhaltsverzeichnisse im Druck veröffentlicht. Ab Jahrgang 58 (2010) wird vom herausgebenden Verein eine öffentlich zugängliche Datenbank geführt. Die Jahrgänge 58 bis 60 sind zusätzlich durch ein gedrucktes Namens- und Ortsregister erschlossen.